# Vinexpo Bordeaux
 (janvier 2010).
Si vous disposez d'ouvrages ou d'articles de référence ou si vous connaissez des sites web de qualité traitant du thème abordé ici, merci de compléter l'article en donnant les références utiles à sa vérifiabilité et en les liant à la section « Notes et références ».
Vinexpo a été créé en 1981 par la Chambre de Commerce et d'Industrie de Bordeaux.

## Évolution de la participation
En 19 éditions, Vinexpo a enregistré une croissance :
En 1981 : 524 exposants (dont 96 hors France) de 21 pays et 11 000 visiteurs professionnels venus de 50 pays.
En 2013 : 2 400 exposants de 44 pays, 48 858 visiteurs de 148 pays et 1 290 journalistes et écrivains.

## Galerie

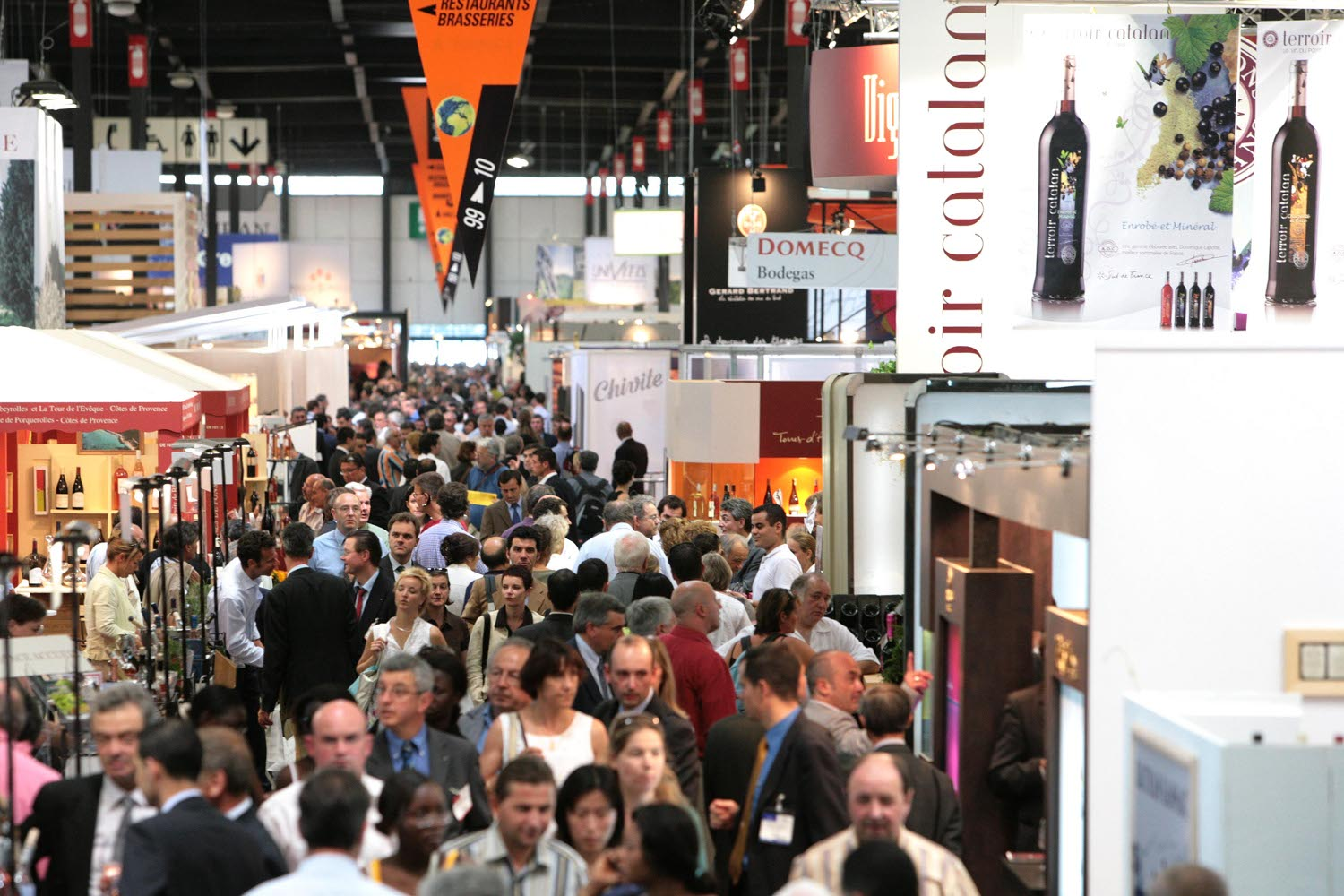
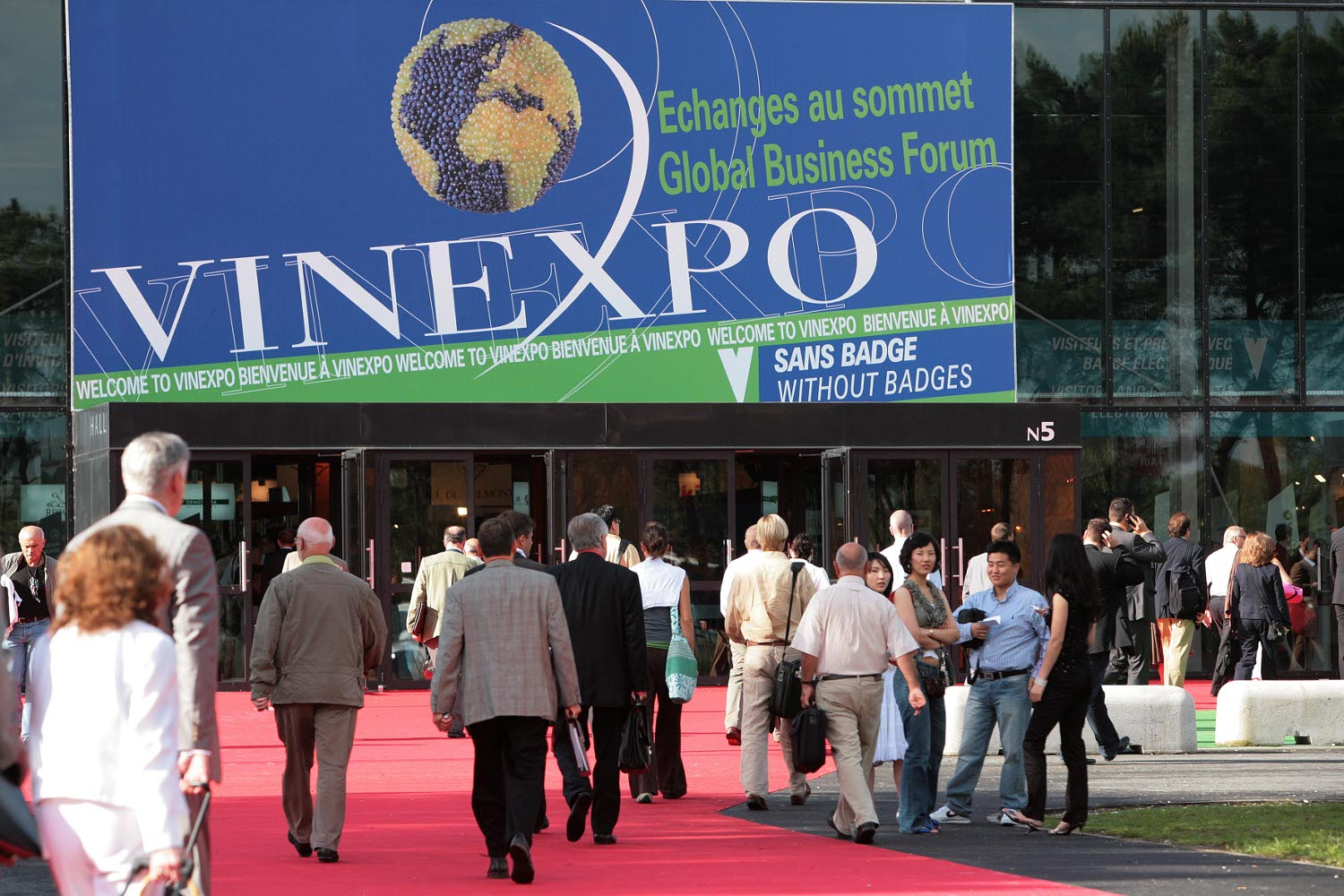
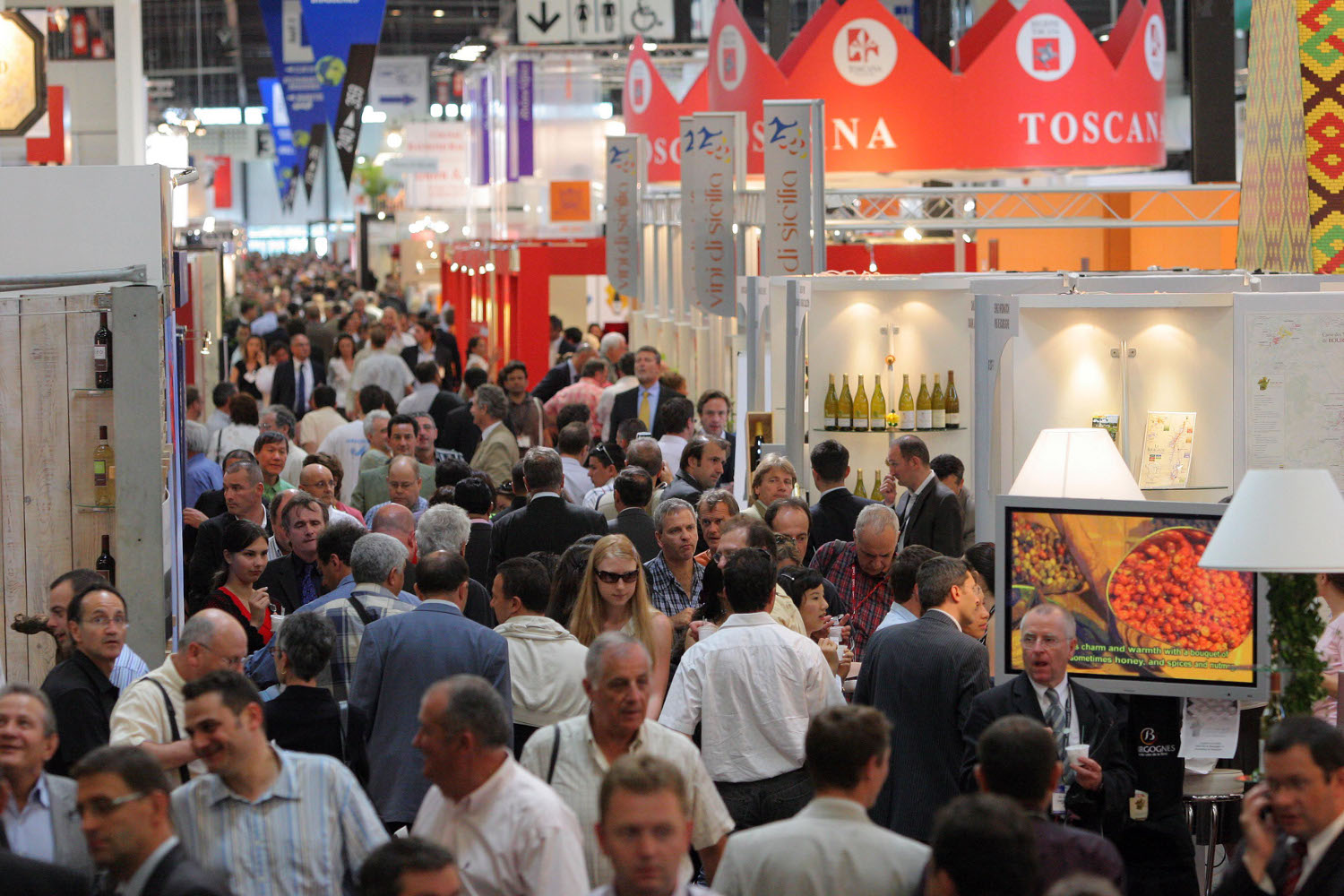

## Liste des présidents
| Période         | Identité               | Qualité |
| --------------- | ---------------------- | ------- |
| 2009 - en cours | Xavier de Eizaguirre   | -       |
| 2002 - 2009     | Jean-Marie Chadronnier | -       |
| 1996 - 2002     | Claude Taittinger      | -       |
| 1981 - 1996     | Jean-Paul Jauffret     | -       |

## Autres expositions de vin mondiales
- Vinexpo Asia-Pacific (années paires, depuis 1998)
- Monte-Carlo Wine Festival
- London Wine Fair
- ProWein, à Düsseldorf
- Vinitaly, à Vérone
- Expovina de Zurich
- Shanghai International Wine and Spirits Fair
- Drink expo à Zhongshan
- Vinisud à Montpellier